# Gioni Barbera
Gioni Barbera, all'anagrafe Giuseppe Barbera (Palermo, 7 settembre 1967), è un compositore, arrangiatore e pianista italiano.
Dal 1996 è docente al CET (Centro Europeo Toscolano) di Mogol e dal 2000 anche coordinatore musicale dei corsi.

## Biografia

### Gli anni novanta
Nel 1991 Barbera si diploma in pianoforte al conservatorio "Arcangelo Corelli" di Messina con 10 e lode più la menzione d'onore.
Nel 1993 frequenta il corso di perfezionamento per compositori di musica leggera e successivamente quello per arrangiatori al CET (Centro Europeo Toscolano) di Mogol.
Nel 1995 partecipa al programma Stella nascente scritto da Nino Pirito e con la regia di Antonio Moretti, che vede protagonisti i migliori allievi del CET. Il programma presentato da Ornella Vanoni e Red Ronnie va in onda a puntate su Rai 2. Da questa esperienza nasce un CD intitolato appunto Stella nascente, per il quale Barbera compone, arrangia e interpreta il brano Pensare col cuore, prodotto da Gianni Bella.
Nel 1996 scrive per Ornella Vanoni le musiche del brano Bello amore, che viene ammesso al Festival di Sanremo, ma viene escluso pochi giorni prima dell'esibizione in quanto la melodia era passata in un programma radiofonico della RAI con un altro testo, cantato da Emilia Pellegrino, ex allieva del CET. Discografia e stampa si schierano a favore della Vanoni, ma è lei stessa a ritirarsi prima ancora di ricevere un verdetto dalla commissione del Festival. Tuttavia il brano, considerato come uno dei candidati alla vittoria della kermesse canora, viene inciso nella riedizione dell'album Sheherazade che riceve il disco d'oro. Nel 2010 la musica di Bello amore viene utilizzata nel film francese L'Italien realizzato da Olivier Baroux.
Nello stesso anno Barbera partecipa al tour Il nostro canto libero insieme a Mogol, Mario Lavezzi e altri allievi del CET.
Sempre nel 1996, sotto suggerimento di Oscar Prudente, riceve la cattedra del Corso compositori al CET.
Nel 1997, come vocalist, incide il brano Insieme a te sto bene per l'album di Mario Lavezzi dal titolo Voci e chitarre. Brano inserito anche nell'album A più voci (2009) dello stesso autore.
Nel 1999 arrangia e coordina la parte artistica di molti dei cd della raccolta Mogol: musica e poesia, composta in totale da 20 cd ed edita dalla Hobby & Work.

### Gli anni 2000 - 2010
Nel 2000 insieme a Valter Vincenti arrangia l'inno del Giubileo del 2000 dei giovani dal titolo l'Emmanuel. Inno che eseguono anche dal vivo davanti a Papa Giovanni Paolo II. Lo stesso anno diventa coordinatore musicale dei corsi del CET.
Nel 2001, riceve la direzione musicale del musical evento Emozioni con la regia di Sergio Japino che vede come protagonisti Ambra Angiolini e Vladimir Luxuria.
Nel 2004, sul palco di Sanremo cura l'arrangiamento della canzone Quando l'aria mi sfiora di Massimo Modugno e si occupa del suo duetto con i Gipsy Kings. Lo stesso anno cura inoltre gli arrangiamenti del cd del cantante dall'omonimo titolo Quando l'aria mi sfiora.
Nel 2005, nasce il gruppo LMC (Libera musica da concerto) costituito da Barbera al pianoforte e voce, Giulio Proietti alla batteria, Sandro Rosati (Raff) al basso e contrabbasso e Giada Amadei (Amadea) voce. Gruppo che si rivela subito molto affiatato grazie anche al loro già consolidato rapporto umano e professionale; anche gli altri componenti sono docenti al CET da anni.
Nel 2006, il gruppo LMC firma un contratto con la casa discografica di Mogol, la Avventura Records, che lo porta ad incidere nel 2008 un cd di 13 brani di cui 2 inediti (Rosa Mentirosa e Yammamara). Lo stesso anno gli LMC compongono, riarrangiano ed eseguono le musiche del film This is my sister di Giuseppe Piperno, documentario sul tema dell'AIDS prodotto dall'AMREF.
Nel 2007, Barbera cura le appendici del libro Le forme della canzone. Cosa fa di una canzone una bella canzone di Giosuè Luca Cavallaro con Jvan Sica, edito da Zona. Come pianista prende parte alla prima edizione del Premio Mogol svoltosi in Valle d'Aosta. E sempre in Valle d'Aosta ad Ottobre si esibisce con gli LMC per presentare, insieme a Mogol e Vincenzo Mollica, il cd/DVD Le avventure di Mogol-Battisti.
Nel 2009 inizia la collaborazione con Arisa come pianista e direttore artistico del tour Malamoreno. Partecipa inoltre alla seconda edizione del Premio Mogol accompagnando al piano gli artisti presenti sul palco.
Nel 2010 entra a fare parte del cast della quarta edizione di Victor Victoria - Niente è come sembra; cura infatti tutti gli arrangiamenti delle cover cantate da Arisa per introdurre gli ospiti del programma. Nello studio della trasmissione è lui ad accompagnarla al piano sospeso a tre metri di altezza. Lo stesso anno, partecipa per la terza volta al Premio Mogol andato in onda su Rai1.
Sempre nel 2010, compone la musica del brano Come mi fai bene tu inciso nel cd Ti amo anche se non so chi sei - Artisti per la donazione degli organi fortemente voluto da Roberto Ferri e Marinella con la supervisione di Franco Battiato.

### Gli anni 2011 - 2020
Nel 2011, prende parte alla quarta edizione del Premio Mogol. Compone la musica della canzone Il tempo che verrà, colonna sonora del film Tutta colpa della musica di Ricky Tognazzi, uscito nelle sale il 9 settembre. Il 24 settembre Barbera si esibisce in piazza Campidoglio nel concerto I capolavori di Mogol, 50 anni di successi con il nome d'arte, Gioni, datogli da Mogol. Questo è anche l'anno che lo porta in tour con Arisa nello Special Victor Victoria tour ed è con lei che ha aperto alcune date del tour di Franco Battiato. Inoltre è il vocal coach della squadra di Arisa per la quinta edizione di X Factor, andata in onda su Sky.

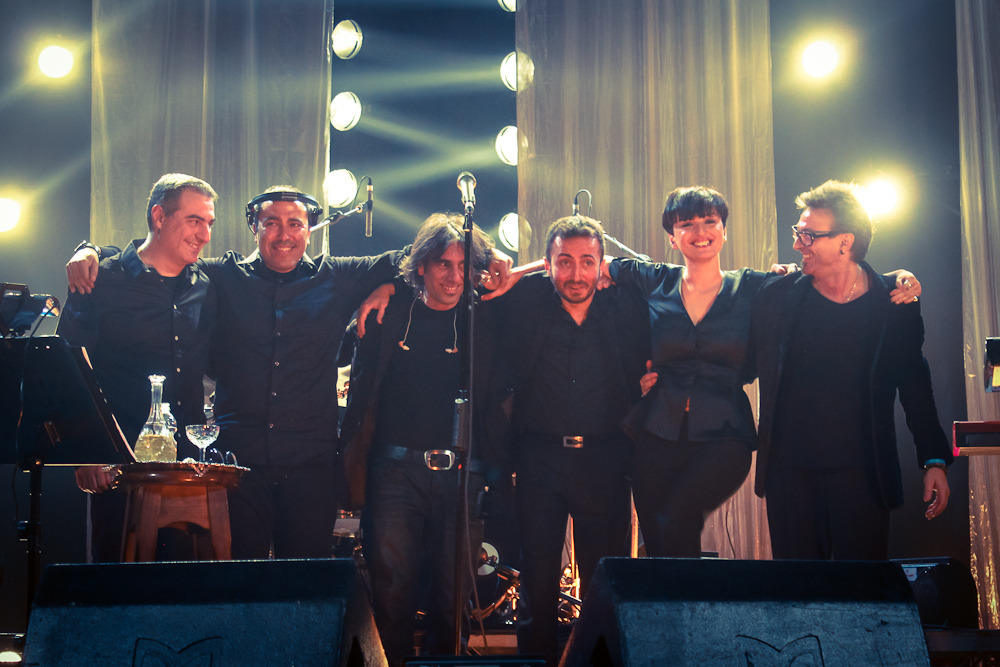
Data zero dellAmami Tour

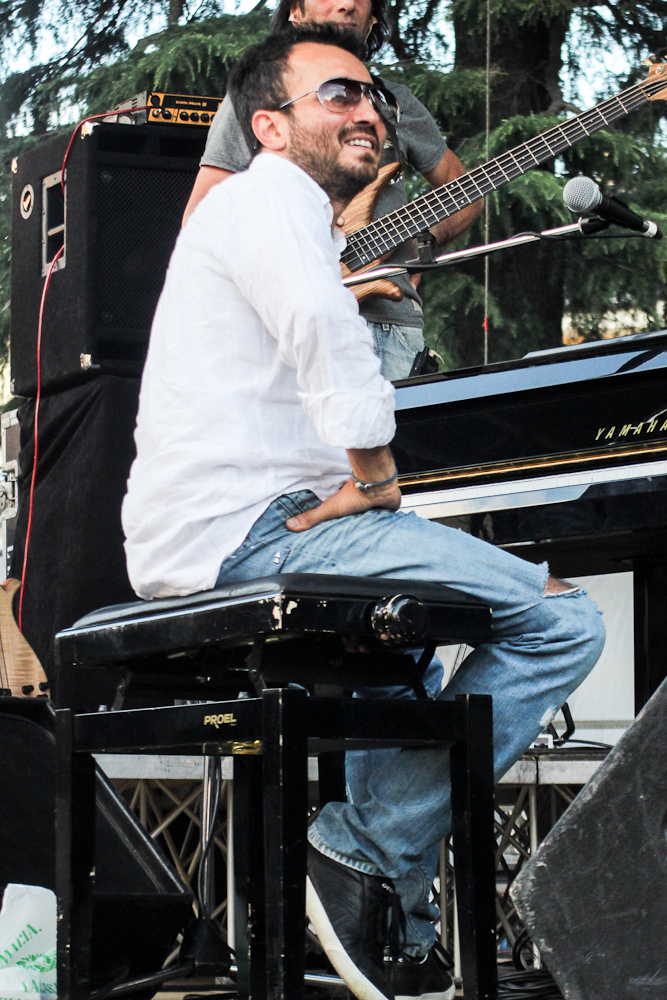
Gioni Barbera in concerto a Domodossola con Arisa durante "Amami Tour" 2012

Nel 2012, suona piano, organo hammond e Fender Rhodes nel cd Amami di Arisa, che contiene anche il brano Il tempo che verrà. Da tale album il 29 marzo parte il tour che lo vede al fianco della cantante come pianista e arrangiatore di tutti i brani presenti in scaletta.
Nella 62ª edizione del Festival di Sanremo accompagna al piano, insieme a Mauro Pagani al violino, Arisa che si esibisce con la sua canzone La notte in duetto con Mauro Ermanno Giovanardi.
Compone le musiche di alcune tracce dell'audiolibro Tutta colpa dell'Amore di Artisti per la donazione degli organi, progetto fortemente voluto da Roberto Ferri e uscito in Aprile in tutte le librerie.
A Giugno all'interno del Taormina Film Festival viene proiettato il film del regista Daniele Gonciaruk dal titolo Storie - Sicilian Comedy per il quale ha diretto e composto le musiche.
Affianca Arisa nella sesta edizione di X Factor in qualità di vocal coach per la squadra dei Gruppi.
Il 20 novembre è uscito il nuovo cd di Arisa Amami Tour del quale è direttore artistico insieme alla stessa Arisa.
Nel 2013 prosegue l'Amami Tour insieme ad Arisa. Inoltre, Mogol racconta Mogol, una serie di concerti evento, ha portato Gioni e lo stesso Mogol, in diverse città italiane.
Il 20 febbraio 2014, esce il cd di Arisa, dal titolo Se vedo te, contenente Quante parole che non dici, brano prodotto ed arrangiato da Gioni diventato il secondo singolo estratto dall'album. 
Anche quest'anno è in tour con la cantante e gli Gnu Quartet, come pianista ed arrangiatore.
Affianca inoltre Victoria Cabello ad X Factor nel ruolo di producer musicale per la squadra delle under donne.
Infine prende parte alla realizzazione dell'album Le canzoni di Mogol Battisti in versione rock New Era come produttore artistico, insieme allo stesso Mogol e a Massimo Satta. Tale progetto lo porta, l'11 luglio 2015, ad esibirsi con Mogol e i New Era per uno spettacolo evento, al Gran Teatro La Fenice di Venezia.
Il 2015 lo vede invece impegnato nel tour La grande musica con Andrea Mingardi e Mogol, spettacolo che ripercorre quasi cinquant'anni di musica e di cambiamenti sociali.
Partecipa al Festival di Sanremo 2016 come direttore d'orchestra per Arisa, in gara con la canzone Guardando il cielo, che fa anche da title track per l'album della cantante uscito il 12 febbraio, interamente prodotto e arrangiato da Barbera e Nicolò Fragile. Attualmente ricopre il ruolo di musical producer ad X Factor per la squadra di Arisa.

### Dal 2021
Nel 2024, pubblica il suo primo album da solista intitolato Il pianista.
Nel 2025, vince il Nastro d'argento per la miglior canzone originale con il brano Canta ancora, colonna sonora del film Il ragazzo dai pantaloni rosa, scritto insieme ad Arisa.

## Discografia
Colonne sonore
- insieme agli LMC riarrangia ed esegue le musiche del film This is my sister di Giuseppe Piperno (2006)
- scrive ed interpreta le musiche del film Storie - Sicilian Comedy (2009)
- compone la musica della colonna sonora del film Tutta colpa della musica (regia di Ricky Tognazzi) dal titolo Il tempo che verrà (2011)
- compone la musica della colonna sonora del film Il ragazzo dai pantaloni rosa (regia di Margherita Ferri) dal titolo Canta ancora (2025).

Arrangiamenti
- Arrangia l'Inno del Giubileo del 2000 dei giovani, Emmanuel (2000)
- Arrangia tutti i brani contenuti nell'album Quando l'aria mi sfiora di Massimo Modugno (2004).
- Arrangia i brani portati da Arisa nel programma Victor Victoria - Niente è come sembra (2010)
- Arrangia i brani dell'Amami Tour (2012) di Arisa.
- Arrangia i brani del cd Le canzoni di Mogol Battisti in versione rock New Era (2014).
- Insieme a Nicolò Fragile, arrangia le canzoni dell'album Guardando il cielo (2016) di Arisa.

Album pubblicati
- LMC_ Libera Musica da Concerto (2008)
- Il pianista (2024)

Album che contengono brani interpretati o scritti da Barbera
- Stella nascente (1995) scrive, interpreta e arrangia Pensare col cuore
- Sheherazade di Ornella Vanoni (1997) compone la musica di Bello amore
- Voci e chitarre di Mario Lavezzi (1997) cantante in Insieme a te sto bene
- A più voci di Mario Lavezzi (2009) cantante in Insieme a te sto bene
- Ti amo anche se non so chi sei - Artisti per la donazione degli organi (2010) compone la musica di Come mi fai bene tu
- Amami di Arisa (2012) compone la musica di Il tempo che verrà e suona piano, organo hammond e Fender Rhodes per l'intero album.
- Tutta colpa dell'amore di Artisti per la donazione degli organi (2012) compone le musiche delle seguenti tracce: Guarda il cielo, Una vita piena di vita, Non avevo che 13 anni e Y a longtemps.
- Non siamo soli di Giovanni Caccamo (2016), suona il pianoforte in tutte le tracce inedite contenute nell'album, eccetto Nonostante noi.
- Non solo Leali di Fausto Leali (2016), suona il pianoforte nel brano Sempre e per sempre dove Fausto Leali duetta con Francesco De Gregori.
- Il senso delle vita dei Ghost (2016), scrive la musica del brano Il senso della vita.[30]

## Direzioni e produzioni artistiche
- direttore artistico del musical Emozioni, sotto la regia di Sergio Japino. Dal quale, nel 2002, viene tratto il cd dall'omonimo titolo, Emozioni.
- produttore del cd Amami Tour (2012) di Arisa, raccolta di brani tratti dal live portato in scena dopo l'uscita del disco Amami. Per tale album compone anche la musica di Senza ali.
- produttore del cd Le canzoni di Mogol Battisti in versione rock New Era (2014), che vede come produttore esecutivo Mogol e rivisita in chiave rock i maggiori successi nati dal sodalizio artistico di Mogol con Battisti.
- produttore del CD Guardando il cielo (2016) di Arisa.

## Televisione
- 1995 - Stella nascente (Rai2, condotto da Ornella Vanoni e Red Ronnie)
- 2007, 2008, 2009, 2010 - Premio Mogol (Rai1)
- 2010 - Victor Victoria - Niente è come sembra (LA7, condotto da Victoria Cabello)
- 2011 - vocal coach per X Factor 5 (Sky Uno, condotto da Alessandro Cattelan)
- 2012 - Festival di Sanremo, con Arisa, Mauro Ermanno Giovanardi e Mauro Pagani
- 2012 - vocal coach per X Factor 6 (Sky Uno, condotto da Alessandro Cattelan)
- 2014 - producer musicale per X Factor 8 (Sky Uno, condotto da Alessandro Cattelan)
- 2016 - Festival di Sanremo, direttore d'orchestra per Arisa, in gara con la canzone Guardando il cielo.
- 2016 - producer musicale per X Factor 10 (Sky Uno, condotto da Alessandro Cattelan)

## Scritti
- Appendici del libro di  Giosuè L. Cavallaro, Jvan Sica, Le forme della canzone. Cosa fa di una canzone una bella canzone, Zona, 2007, ISBN 978-88-89702-66-6.
- Collabora alla stesura di alcuni capitoli del libro del  professore Lamberto Fornari, Musica, Scienza e Tecnologia, Polo Didattico Atena, 2012.